# Patrick Graham
Patrick Graham (1 de junio de 1968 (56 años) es un autor de nacionalidad franco-canadiense. Nacido en Canadá, pasó parte de su vida en Francia, y en Estados Unidos de América.
Patrick es padre de tres hijos. Piloto de formación y experto consultor de negocios de grandes empresas internacionales. Fue piloto profesional, hasta un siniestro, y ahora trabaja como consultor, además de estar particularmente interesado en la historia religiosa. 
Su primera novela, El Evangelio de Satanás (El Evangelio del Mal), la cual fue publicada en el 2007, se vendieron más de 200.000 copias y es actualmente objeto de una docena de traducciones en todo el mundo. Este libro fue galardonado con el premio Pris Maison de la Presse 2007,
El Evangelio según Satanás se originó de una reunión con un amigo de la infancia que ocupaba una posición en el Protonotario Apostólico en la Santa Sede y que se vieron, durante un viaje a Roma. Durante la noche, este amigo le habla de los manuscritos prohibidos de la Iglesia Cristiana y que se han encontrado guardados durante los siglos anteriores, dentro de las fortalezas y son objeto de herejía. Los Papas han dado en los últimos años, órdenes contemplativas sobre el estudio de los mismos, para ver si su contenido podría ser peligroso para la fe.
Su última novela, El Apocalipsis de María, fue publicado por Anne Carriere en octubre de 2008 y está inspirada por los sucesos del huracán Katrina que en 2005 azotó Nueva Orleans. En España se tituló La hija del Apocalipsis.

## Obras publicadas
- L'évangile selon Satan (El Evangelio de Satán), París, Ed. Anne Carrière, 2007, 525 pp. ( ISBN 978 a 2843373800 )
- L'apocalypse selon Marie, (El Apocalipsis según María), París, Ed. Anne Carrière, 2008, 539 pp. ( ISBN 978-2843374760 )
- Retour à Rédemption, (Volver a la Redención), París, Ed. Anne Carrière, 2010 ( ISBN 978 a 2843375460 )